# Европейски младежки олимпийски фестивал
Европейският младежки олимпийски фестивал се провежда през зимата и лятото на всеки две нечетни години. Европейските олимпийски младежки фестивали са водещи прояви за млади европейски атлети, целящи да натрупат международен опит. Фестивалите показват на участниците всички аспекти на истинските олимпийски игри.

## История на Европейските младежки олимпийски фестивали
Водещ началото си от 1990 г. и наричан по това време „Европейски младежки олимпийски дни“ , Европейският младежки олимпийски фестивал (EYOF) е единствената проява по много спортове в Европа и се провежда по инициатива на Асоциацията на европейските олимпийски комитети (EOC). С този фестивал Европа последва традицията на други континенти като Азия, които вече имаха свои собствени игри.

## Изисквания към участниците
Летните и зимните европейски младежки олимпийски фестивали са насочени към млади атлети от цяла Европа на възраст между 14 и 18 години. Приблизително 2500 участници се включват в летните фестивали, а в зимните – около 1300.
Деветте олимпийски спорта, включени в европейските младежки олимпийски фестивали, са: лека атлетика, баскетбол, колоездене, гимнастика, хандбал, джудо, плуване, тенис и волейбол.
Всеки може да е част от младежките олимпийски фестивали, като стане доброволец.

## Цел на фестивала
Принципите на Европейския младежки олимпийски фестивал се основават на олимпийската харта  на Пиер дьо Кубертен. Проявата трябва да допринесе за един по-добър и по-мирен свят, като образова младите хора – в този случай с помощта на спорта. В рамките на олимпийския идеал игрите помагат да създаване на взаимно разбирателство без каквато и да е форма на дискриминация и чрез приятелство, солидарност и честна игра.
Фестивалът следва схемата на Олимпийските игри: има церемонии по откриване и закриване, олимпийският огън гори по време на целия фестивал, националните химни се изпълняват в чест на победителите, вдигат се флаговете на страните на медалистите.
„Този фестивал дава на младите европейски атлети голяма мотивация, придавайки смисъл на кариерата им от самото начало“.
Жак Рог , председател на Международния олимпийски комитет и основател на Европейския младежки олимпийски фестивал